# Варварин (филм)
Варварин (енгл. Barbarian) амерички је хорор филм из 2022. године, у режији и по сценарију Зака Крегера. Главне улоге глуме: Џорџина Кембел, Бил Скарсгорд и Џастин Лонг. Прати младу жену која сазнаје да у свом дому није сама, те открива мрачну тајну.
Премијерно је приказан 22. јула 2022. године на фестивалу San Diego Comic-Con, док је 9. септембра пуштен у биоскопе. Добио је позитивне рецензије критичара. Посебно је похваљена глума Кембелове, као и атмосфера филма, сценографија, музика и наратив.

## Улоге
| Глумац              | Улога           |
| ------------------- | --------------- |
| Џорџина Кембел      | Тес Маршал      |
| Бил Скарсгорд       | Кит Тошко       |
| Џастин Лонг         | Еј-Џеј Гилбрајд |
| Метју Патрик Дејвис | Мајка           |
| Ричард Брејк        | Френк           |
| Курт Браунолер      | Даг             |
| Џејмс Батлер        | Андре           |
| Џ. Д. Еспизито      | Џеф             |
| Кејт Бозворт        | Мелиса          |
| Софи Соренсен       | Бони Зејн       |
| Брук Дилман         | Еј-Џејева мајка |
| Сара Пакстон        | Меган           |
| Вил Гринберг        | Роберт          |
| Дерек Морзе         | полицајац бр. 1 |
| Тревор ван Уден     | полицајац бр. 2 |
| Зак Крегер          | Еверет          |
| Калина Станчева     | млада жена      |
| Девина Василева     | помоћница       |